# Buntenbeck
Buntenbeck ist eine Hofschaft im Wuppertaler Stadtbezirk Vohwinkel, Wohnquartier Schöller-Dornap.

## Lage und Beschreibung
Buntenbeck liegt im Norden Vohwinkels in der Mitte von Schöller-Dornap unmittelbar östlich von Hanielsfeld. Benachbarte Orte sind Dornap, Nösenberg, Broscheidt, Grünewald, Wieden, Neu-Dornap, Ladebühne und Holthauser Heide. Abgegangen ist Fliethe.
Der Ort liegt westlich der Bundesstraße 224, die hier den Straßennamen Bahnstraße trägt.

## Etymologie und Geschichte
Die Hofschaft ist als Bondenbec auf der Topographia Ducatus Montani des Erich Philipp Ploennies aus dem Jahre 1715 verzeichnet. Im 19. Jahrhundert war Buntenbeck ein Wohnplatz in der Landgemeinde Schöller der Bürgermeisterei Haan (ab 1894 Bürgermeisterei Gruiten) die aus Honschaft Schöller der bergischen Herrschaft Schöller hervorging. Auf der Topographischen Aufnahme der Rheinlande von 1824 ist der Ort mit Buntenbek und auf der Preußischen Uraufnahme von 1843 mit Buntenbeck beschriftet.
1815 lebten im Umfeld von Buntenbeck 130 Menschen. Laut der Statistik und Topographie des Regierungsbezirks Düsseldorf wurde der Ortsbereich als Häuser und Höfe kategorisiert. Zu dieser Zeit besaß der Bereich um Buntenbeck 15 Wohnhäuser und elf landwirtschaftliche Gebäude. Es lebten 172 Einwohner im Ort, davon 44 katholischen und 128 evangelischen Glaubens. 1888 besaß der Ort laut dem Gemeindelexikon für die Provinz Rheinland acht Wohnhäuser mit 82 Einwohnern. Der Ort wird zu dieser Zeit Groß Drinhausen genannt.
Bereits bei der Kommunalreform von 1929 wurde ein kleiner Streifen mit Buntenbeck am Ostrand von der Landgemeinde Schöller abgespalten und der neu gegründeten Stadt Wuppertal zugeordnet.

## Die heutige Straße
Eine von der Bahnstraße abgehende Stichstraße Buntenbeck wurde zwischen 1928 und 1931 benannt.